# 中山光久
中山 光久（なかやま みつひさ、1975年10月16日 - ）は、埼玉県入間市出身の元プロ野球選手（捕手）。右投右打。現役引退後は日本ハム球団でブルペン捕手を務め、2018年より球団スタッフに配属された。

## 来歴・人物
所沢商業高では当初捕手ながらも2年から投手となり秋の県大会準決勝で延長13回を投げるが敗退、3年夏は県大会4試合で3本塁打を放つ。1993年のプロ野球ドラフト会議で日本ハムに指名された。高校では途中から投手兼四番打者であったが、入団後に捕手に転向したというプロではあまり見られない選手。
プロでは、二軍でもほとんど試合出場のないまま、2001年オフに任意引退扱いで現役生活を終えた。
引退後はそのまま日本ハムのブルペン捕手となったが、2002年の日本ハムは田口昌徳の移籍や、当時の正捕手・野口寿浩などの故障によって二軍の捕手が足りなくなったため、中山の現役復帰が検討された。しかし、他球団の合意が得られなかったため、結局は見送られた。

## 詳細情報

### 年度別打撃成績
一軍公式戦出場なし

### 背番号
- 63 （1994年 - 2002年）
- 98 （2003年 - 2017年）
- 109 （2023年 - ）

※ ブルペン捕手転向後も2002年は現役時と同じ背番号63を使用していた（翌年から98）。